# Ross Kemp

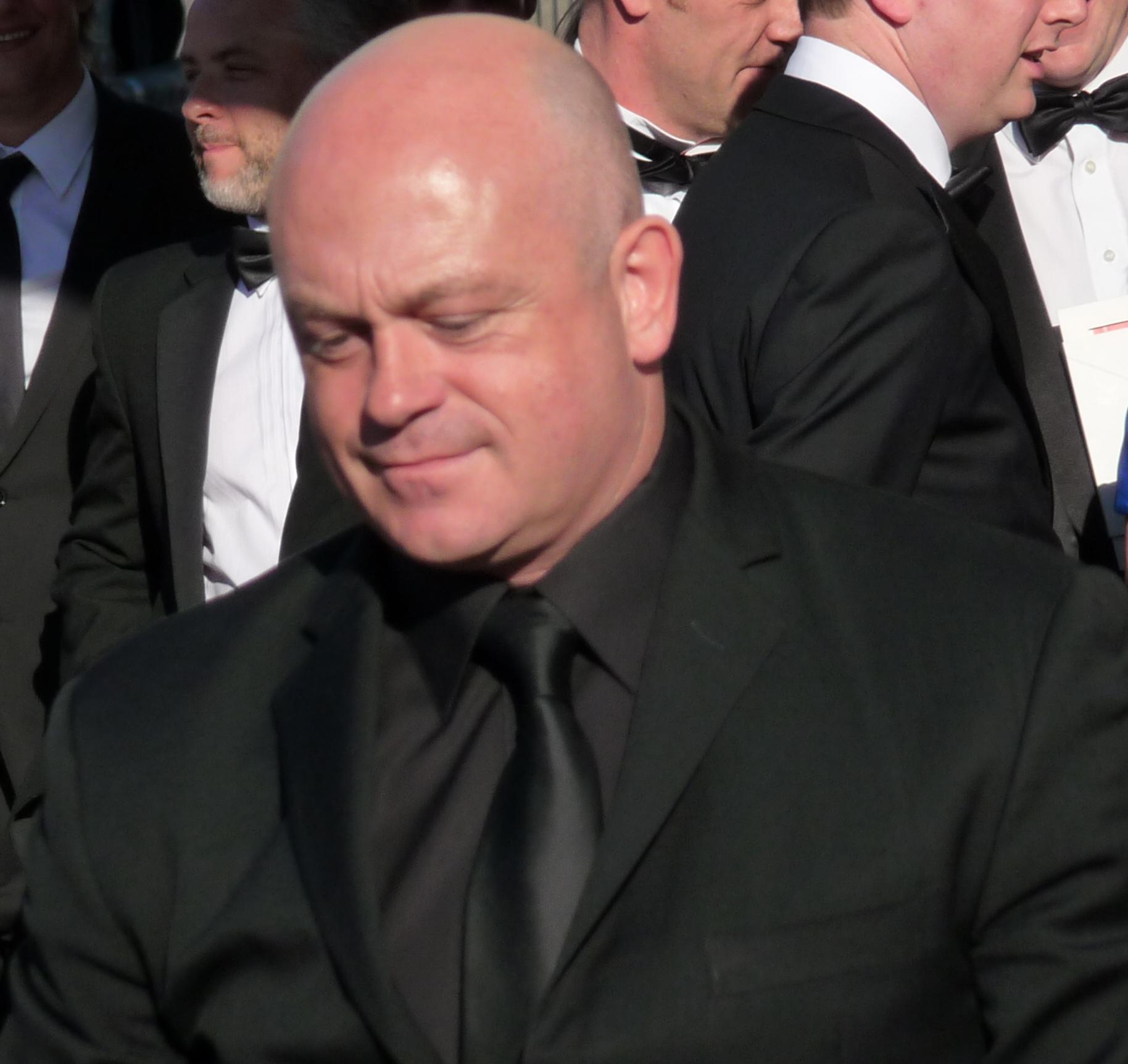
Ross Kemp

Ross Kemp (* 21. Juli 1964 in Barking, Essex, England) ist ein britischer Schauspieler und Moderator. Seit 2006 ist er als Reporter aktiv und moderiert eine Reihe Doku-Serien.

## Leben
Kemps Mutter  Jean war Friseurin, sein Vater John Polizeibeamter. Kemp besuchte die Shenfield High School und studierte anschließend Schauspiel an der Webber Douglas Academy in London. Nach seinem Abschluss 1985 war er in verschiedenen Fernsehsendungen in Nebenrollen zu sehen, 1986 etwa in der Serie Emmerdale. Von 1990 bis 1999 verkörperte Kemp die Rolle Grant Mitchell in der BBC-Seifenoper EastEnders. 1999 wurde er für die Rolle mit dem British Soap Award in der Kategorie Bester Schauspieler ausgezeichnet.
Einem internationalen Publikum wurde Kemp ab 2004 durch seine Reportage-Serien wie Ross Kemp on Gangs (2004–2009), Ross Kemp in Search of Pirates (2009) oder Ross Kemp: Extreme World (2011–2017) bekannt. Für die Serie Ross Kemp in Afghanistan berichtete Kemp mehrere Monate als „embedded Journalist“ mit kämpfenden Einheiten der Britischen Streitkräfte in der afghanischen Provinz Helmand. Kemp begibt sich für seine Reportagen auch in gefährliche Situationen, so wurden er und seine Filmcrew in Papua-Neuguinea von bewaffneten Männern überfallen.

### Privatleben
Von 2002 bis 2009 war Kemp mit der britischen Journalistin Rebekah Wade verheiratet. 2012 heiratete er Renee O’Brien. Das Paar hat drei Kinder, einen weiteren Sohn (* 2010) hat er aus einer früheren Beziehung mit der Maskenbildnerin Nicole Coleman.

## Filmografie (Auswahl)
- 1987: Playing Away
- 1990–2010: EastEnders
- 1999: Ross Kemp: Alive in Alaska
- 2000–2001: Without Motive (12 Folgen)
- 2002–2008: Ultimate Force (Serie)
- 2002: The Paper Round
- 2004: Spartacus
- 2004–2009: Ross Kemp on Gangs
- 2005: A Line in the Sand (TV-Zweiteiler)
- 2005: Extras (1 Folge)
- 2008–2012: Ross Kemp in Afghanistan
- 2009: Top Gear (Gastauftritt im Renault-Twingo-Test von Jeremy Clarkson)
- 2011–2017: Ross Kemp: Extreme World
- 2016: Ross Kemp's Britain
- 2016: Ross Kemp: The Fight Against ISIS
- 2022: Searching for Michael Jackson's Zoo with Ross Kemp
- 2022: Ross Kemp: Shipwreck Treasure Hunter
- Seit 2022: Bridge of Lies (Moderation der Quizsendung)
- 2023: Blindspot (4 Folgen)

## Auszeichnungen
| Jahr | Preis                       | Kategorie                         | Film                     | Resultat  |
| ---- | --------------------------- | --------------------------------- | ------------------------ | --------- |
| 1996 | National Television Adward  | Beliebtester Schauspieler         | EastEnders               | Nominiert |
| 1997 | National Television Adward  | Beliebtester Schauspieler         | EastEnders               | Nominiert |
| 1999 | British Soap Awards         | Bester Schauspieler               | EastEnders               | Gewonnen  |
| 1999 | British Soap Awards         | Sexiest Male                      | EastEnders               | Nominiert |
| 1999 | British Soap Awards         | Bösewicht des Jahres              | EastEnders               | Nominiert |
| 2006 | British Soap Awards         | Bester Schauspieler               | EastEnders               | Gewonnen  |
| 2006 | British Soap Awards         | Beste Handlung                    | EastEnders               | Nominiert |
| 2006 | British Soap Awards         | Eindrucksvollste Szene des Jahres | EastEnders               | Nominiert |
| 2006 | National Television Award   | Beliebtester Schauspieler         | EastEnders               | Nominiert |
| 2006 | BAFTA TV Award              | Beste Serie und Dokumentation     | Ross Kemp on Gangs       | Gewonnen  |
| 2008 | AIB Media Excellence Awards | Internationale TV-Persönlichkeit  | Ross Kemp in Afghanistan | Gewonnen  |
| 2014 | Asian Media Awards          | Beste Recherche                   | Extreme World: India     | Gewonnen  |